# Połchowo (Puck)
Połchowo (kaschubisch Pôłchòwò; deutsch Polchau) ist ein Dorf und Sołectwo (Schulzenamt) der Landgemeinde Puck im Powiat Pucki der Woiwodschaft Pommern in Polen.

## Geographie
Der Ort liegt in Pommerellen und Kaschubien, acht Kilometer südwestlich der Stadt Puck (Putzig) und 17 Kilometer nordwestlich von Gdynia (Gdingen). Nachbarorte sind Sławutówko (Klein Schlatau) im Norden, Mrzezino (Bresin) im Osten, Reda (Rheda) im Süden, Rekowo Górne (Rekau) im Südwesten und Widlino (Wedlin) im Nordwesten. Das kleine Dorf Widlino mit etwa 50 Einwohnern gehört zum Schulzenamt Połchowo.

## Geschichte
Der Ort wurde 1454 und 1526 als Palchow urkundlich genannt sowie Ende des 16. Jahrhunderts als Palchowo. 
Die Region kam nach der Ersten Teilung Polens 1773 an das Königreich Preußen. Kirchort beider Konfessionen war Putzig, für die evangelische bis 1780 Bohlschau. Ein Wohnplatz war die Ziegelei Polchau. Von 1887 bis 1919 gehörte der Ort zum Kreis Putzig in der Provinz Westpreußen des Deutschen Reichs. Er hatte den Status einer Landgemeinde im Amtsbezirk Rutzau. Nach Ende des Ersten Weltkriegs wurde das Kreisgebiet mit Groß Dommatau aufgrund der Bestimmungen des Versailler Vertrags, mit Wirkung vom 20. Januar 1920, an Polen abgetreten.
Als Teil des Polnischen Korridors gehörte das Gebiet zum Powiat Pucki und wurde am 1. Januar 1927 in den Powiat morski eingegliedert. Durch den Überfall auf Polen 1939 kam das Gebiet des Korridors völkerrechtswidrig an das Reichsgebiet und wurde dem Reichsgau Danzig-Westpreußen zugeordnet.
Gegen Ende des Zweiten Weltkriegs besetzte im Frühjahr 1945 die Rote Armee das Kreisgebiet und übergab es an die Volksrepublik Polen. Die deutsche Minderheit wurde ausgewiesen. In den Jahren 1975–1998 gehörte das Dorf administrativ zur Woiwodschaft Danzig, der Powiat Pucki war in diesem Zeitraum aufgelöst.
Die Gemeinde gehört zu den zweisprachigen Gemeinden in Polen.

## Bevölkerungsentwicklung
- 1783: 16 Feuerstellen
- 1868: 384 Einwohner
- 1905: 371 Einwohner
- 1910: 367 Einwohner

Mit Widlino
- 2002: 1875 Einwohner
- 2011: 2405 Einwohner[1]

## Verkehr
Die Woiwodschaftsstraße DW216 von Reda (Rheda) nach Hel (Hela) verläuft westlich des Orts. Die nächsten Bahnstationen sind Reda und Mrzezino an der Bahnstrecke Reda–Hel. Der nächste Flughafen ist Danzig.